# Begraafplaats van Saultain
De Begraafplaats van Saultain is een gemeentelijke begraafplaats in de gemeente Saultain in het Franse Noorderdepartement. De begraafplaats ligt aan de westrand van het dorpscentrum.

## Britse oorlogsgraven
Op de begraafplaats bevinden zich 17 Britse oorlogsgraven uit de Eerste Wereldoorlog. De graven zijn geïdentificeerd en worden onderhouden door de Commonwealth War Graves Commission. In de CWGC-registers is de begraafplaats opgenomen als Saultain Communal Cemetery.